# Комнини
Династија Комнина (мн. Комнин; стгрч. Κομνηνος, мн. Κομνηνοι), латинизована као Комнин (мн. Комнени), била је византијска грчка племићка породица која је владала Византијским царством у 11. и 12. веку. Управљали су Византијом у два наврата: 1057–1059 и 1081–1185.
Први владар из породице Комнина је, цар Исак I Комнин, владао је од 1057. до 1059. Породица се вратила на власт под царем Алексијем I Комнином 1081. године. Династија Комнин владаће Византијским царством наредне 104 године, последњи владар из династије Комнин, био је цар Андроник I Комнин, његова владавина се завршила 1185. године. У 13. веку, чланови династије су основали и владали Трапезунтским царством, византијском државом насталом након Првог пада Византије, Трапезунтским царством династија Комнин влада од 1204. до 1461. године. У то време, они су се обично називали Велики Комнини (Μεγαλοκομνηνοι, Мегалокомнин), презиме које су званично усвојили и користили цар Ђорђе Комнин и његови наследници. Чланови династије Комнин ступали су у бракове са другим племићким породицама, посебно са породицом: Дука, Анђел и Палеолог, презиме Комнина се појављује међу већином великих племићких кућа касновизантијског света.
Почетку њихове владавине претходили су вишедеценијски грађански ратови и кобна 1071. година. Владари Комнина нису зауставили феудализам, него су управо тиме ојачали војне снаге. Феудални поседи су се називали проније. Пронија су посед који ратник (витез), добије као награду због вршења војне службе. Када ратник није у стању да настави да ратује (када остари), пронија му се одузима. Проније су обезбедиле владару сталан број војника. Наследила их је династија Анђела.
После пропасти династије, грузијска принцеза Русудан, сестра царице Тамаре, одвела је синове Алексија и Давида са собом на исток. Након пада Цариграда 1204., Алексије и Давид су заузели црноморску обалу Мале Азије уз грузијску помоћ и основали Трапезунтско царство.

## Корени
Византијски историчар из 11. века Михаило Псел известио је да породица Комнина потиче из села Комни у Тракији—обично се поистовећује са „Комнинским пољима“ (Κομνηνης λειμωνας) које је у 14. веку помињао цар - писац Јован VI Кантакузин, модерни поглед на који је уобичајено прихваћен. Први познати члан породице, Манојло Еротик Комнин, стекао је велика имања у Кастамону у Пафлагонији, која је постала упориште породице у 11. веку. Породица се тако брзо повезивала са моћном и престижном војном аристократијом (динатојима) Мале Азије, тако да је, упркос томе што је дошла из Тракије, почела да се сматра „источном“.
Француски научник из 17. века ду Канж је сугерисао да је породица потицала од римске племићке породице која је дошла са царем Константином I Великим у Константинопољ, али иако су такве митске генеалогије биле уобичајене — и заиста је потврђено блиско сродство са породицом Дука — потпуно одсуство било какве потврде у византијским изворима оспорава Ду Канжов став. Румунски историчар Ђорђе Мурну је 1924. године сугерисао да су Комнини били арумунског порекла, али је и ово мишљење сада одбачено. Савремени научници сматрају да је породица у потпуности била грчког порекла.
Манојло Еротик Комнин је био отац цара Исака I Комнина (1057–1059) и деда, преко Исаковог млађег брата Јована Комнина, цара Алексија I Комнина (1081–1118).

## Оснивање династије
Цар Исак I Комнин, стратопедарх Истока у време владавине цара Михаила VI, основао је династију византијских царева Комнина. Године 1057. Исак је извршио државни удар против цара Михаила VI и био је проглашен за цара. Иако је његова владавина трајала само до 1059. године, када су његови дворјани извршили притисак на њега да абдицира и замонаши се, цар Исак I је покренуо многе корисне реформе. Династија се вратила на престо ступањем цара Алексија I Комнина, синовца цара Исака I, 1081. године. До тог времена, изгледа да су потомци свих претходних династија Византије нестали из царства, као што су важне породице Склир и Аргир. Потомци тих царева живели су у иностранству, оженивши се у краљевске породице Грузије, Русије, Француске, Персије, Италије, Немачке, Пољске, Бугарске, Угарске и Србије; то је породици Комнин олакшало ступање на престо.
По њиховом успону на престо, Комнини су ступили у брак са претходном династијом Дука: цар Алексије I се оженио Ирином Дука, унуком цара Константина X Дуке, који је наследио цара Исака I 1059. године. Након тога, комбиновани клан се често називао Комнинодука и неколико појединаца је користило оба презимена заједно. Из овог ширег клана потекло је неколико породица, попут Палеолога, Анђела, Ватаца и Ласкариса. Најмлађа ћерка цара Алексија I и царице Ирине, Теодора обезбедила је будући успех породици Анђел удајом за Константина Анђела: Теодорини унуци су постали цареви Исак II Анђел (владао 1185–1195 и 1203–1204) и Алексије III Анђел (владао 1195–1200).

## Владари из династије Комнина
Под царем Алексијем I и његовим наследницима, Царство је било прилично просперитетно и стабилно. Цар Алексије I је преместио царску палату у део Цариграда - Влахерна. Већи део Анадолије су освојили о Турци Селџуци, непосредно пре Алексијевог доласка на престо. У време владавине цар Алексије I је крсташка војска која је кренула у Први крсташки рат прошла је кроз византијску територију, након чега долази до успостављања крсташких држава на истоку. Династија Комнина била је веома укључена у крсташке послове, а такође је била у браку са владарским породицама Кнежевине Антиохије и Јерусалимског краљевства - Теодора Комнин, братаница цара Манојла I Комнина, удала се за краља Балдуина III Јерусалимског, а Марија, рођака цара Манојла I, удала се за краља Амалрика I Јерусалимског.
Занимљиво је да је цар Алексије I владао 37 година, а његов син цар Јован II владао је 25, након што је открио заверу против њега од стране његове сестре, принцезе - хроничарке Ане Комнине. Јованов син цар Манојло I владао је још 37 година.
Династија Комнина произвела је низ кадетских грана. Како царско наслеђивање није била по одређеном редоследу, већ је зависило од личне моћи и жеља нечијег претходника, у року од неколико генерација неколико рођака је било у стању да се представи као претендент на престо. После владавине цара Манојла I, династија Комнина је морала да се суочи са неколико дворских завера као и многи њени претходници (а различити претенденти унутар породице тражили су власт и често успевали да збаце претходног рођака); цар Алексије II, први Комнин који се уздигао као малолетан, владао је три године, а његов наследник цар Андроник I је владао две, збачен је од стране породице Анђел под царем Исаком II кога је свргнуо и ослепео његов рођени брат цар Алексије III. Анђеле је збацио Алексије V Дука Мурзуфл, рођак породице Дука, током Четвртог крсташког рата 1204. године.

## Кадетске гране
Неколико недеља пре окупације Константинопоља од стране крсташа 1204. године, један огранак Комнина побегао је назад у своју постојбину у Пафлагонију, дуж источног Црног мора и његовог залеђа у Понтским Алпима, где су основали Трапезунтско царство. Њихов први „цар“, по имену цар Алексије I, био је унук цара Андроника I. Ови цареви – Велики Комнини (Мегало Комнини на грчком) како су били познати – владали су у Трапезунту више од 250 година, све до 1461. године, када је цара Давида Комнина поразио и погубио османски султан Мехмед II. Сам султан Мехмед II је тврдио да потиче од породице Комнин преко Јована Челеби Комнина. Трапезутинска грана династије Комнина такође је носила име Аксух као потомкци Јована Аксуха, византијског племића и министра византијске династије Комнина. За принцезу из Трапезунтске гране се каже да је била мајка принца Јахје (рођеног 1585), [потребан је цитат] који је наводно постао хришћанин, али је провео већи део свог живота покушавајући да добије отомански престо.
Друга грана породице, потомци Константина Анђела и Теодоре Комнин (ћерке цара Алексија I, основала је Епирску деспотовину 1204. године, под Михаилом I Комнином Дуком, праунуком цара Алексија I. Ова грана је преузела презимена Комнин и Дука и као таква позната је у савременој науци. Хелена Дукаина Комнине, дете тог огранка породице, удала се за Гија I де ла Роша и тако ујединила куће Комнина и де ла Роша, а чланови породице Комнина су на крају постали војводе Атине.
Један одметнути члан породице, такође по имену Исак Комнин, успоставио је засебно „царство“ на Кипру 1184. године, које је трајало до 1191. године, када му је острво одузео краљ Ричард I Лавље Срце током Трећег крсташког рата. Његова ћерка, звана Кипарска девојка, удала се за Тјерија од Фландрије током Четвртог крсташког рата и покушала да преузме право на острво.
Када је Византијско царство обновљено 1261. године у Константинопољу, њиме је владала породица блиско повезана са Комнинима, Палеолози. Палеолози су владали све до пада Цариграда под Турке 1453. године.
Често се сматра да је последњи потомак династије био Јован Комнин Моливдос, истакнути османски грчки научник и лекар, који је постао митрополит епископ Сиде и Дристе, и умро је 1719. године.
Године 1782, познати грчки корзикански племић Деметрио Стефанополи је добио патент од краља Луја XVI од Француске којим га је признао као потомка и наследника царева Трапезунта.

## Сродници Комнина у Западној Европи
Ирина Анђел, ћерка цара Исака II Анђела, а тиме и потомак цара Алексија I Комнина, удала се за Филипа Швапског (1177–1208), краља Немачке. Од ове брачне заједнице многе краљевске и аристократске породице западне Европе могу пратити линију порекла.